# Aplocera kautzi
Aplocera kautzi là một loài bướm đêm trong họ Geometridae.